# Perzische woestijnpatrijs
De Perzische woestijnpatrijs (Ammoperdix griseogularis) is een vogel uit de familie fazantachtigen (Phasianidae). De wetenschappelijke naam van de soort is voor het eerst geldig gepubliceerd in 1843 door Brandt.

## Voorkomen
De soort komt voor in het zuidwesten van Azië, met name van zuidoostelijk Turkije tot Pakistan.

## Beschermingsstatus
De totale populatie is in 2015 geschat op 150-250 duizend volwassen vogels. Op de Rode Lijst van de IUCN heeft de soort de status niet bedreigd.